# Pierre Levée (Beauregard-et-Bassac)
Pour les articles homonymes, voir Peyrelevade et Pierre levée.
La Pierre levée, ou Peyrelevade, est un dolmen situé à Beauregard-et-Bassac dans le département français de la Dordogne.

## Protection
L'édifice est classé au titre des monuments historiques en 1940.

## Description
Le dolmen est du type dolmen simple. Il est constitué d'une table de couverture et de trois orthostates en grès. Le troisième orthostate, le plus long, a été déplacé et redressé sur le talus voisin qui n'est pas le tumulus d'origine mais un talus constitué comme bordure de champs. Des traces du tumulus sont par contre visibles au sud-ouest du dolmen. Un morceau de la table de couverture s'est détaché et, tombé au sol, il peut être confondu avec un pilier. La chambre ouvrait probablement vers le sud-est.
Il semble que des fouilles y furent effectuées et que le matériel (outils en silex) et les ossements humains mis au jour furent longtemps conservés à la mairie.

## Photothèque

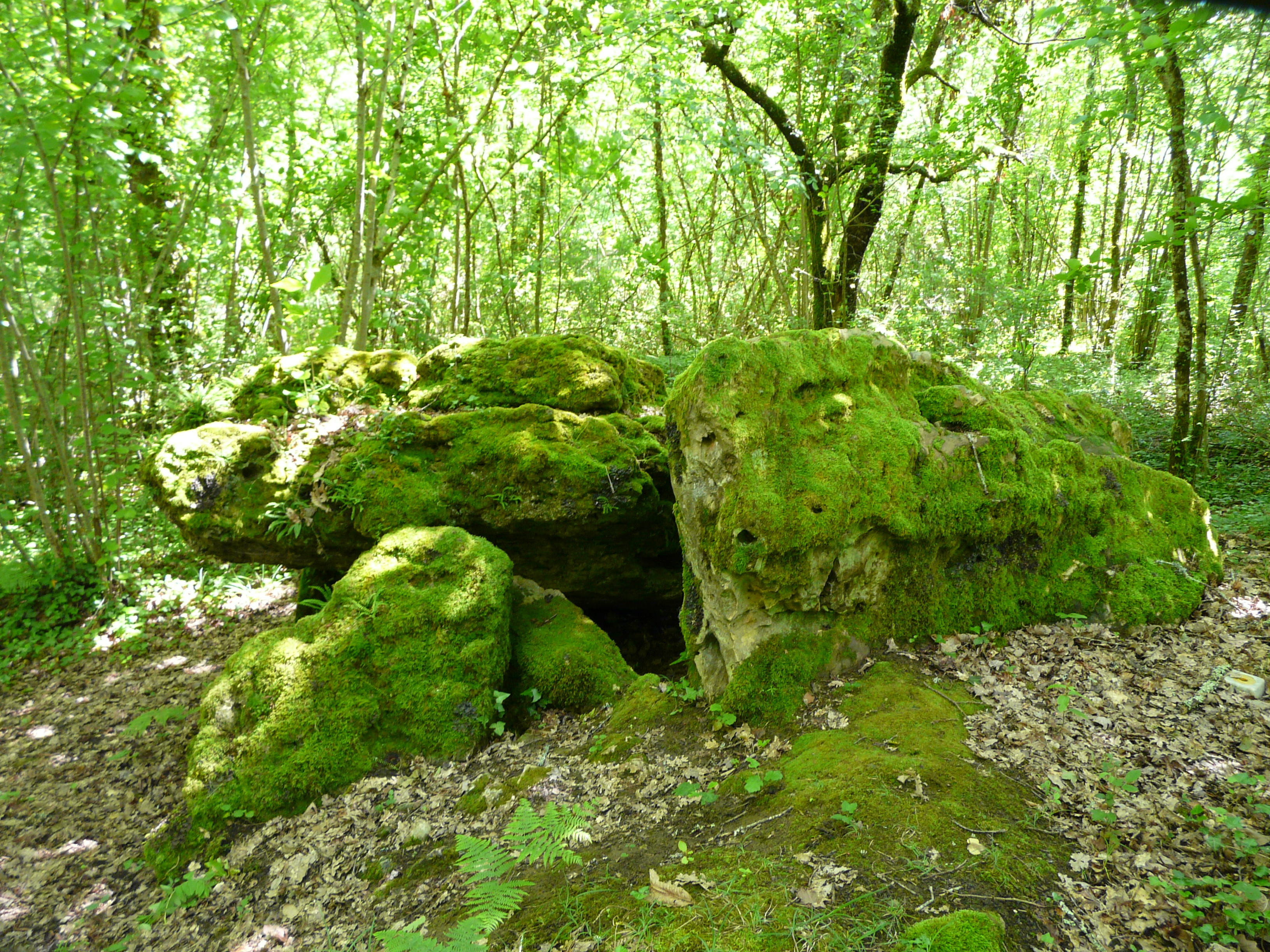
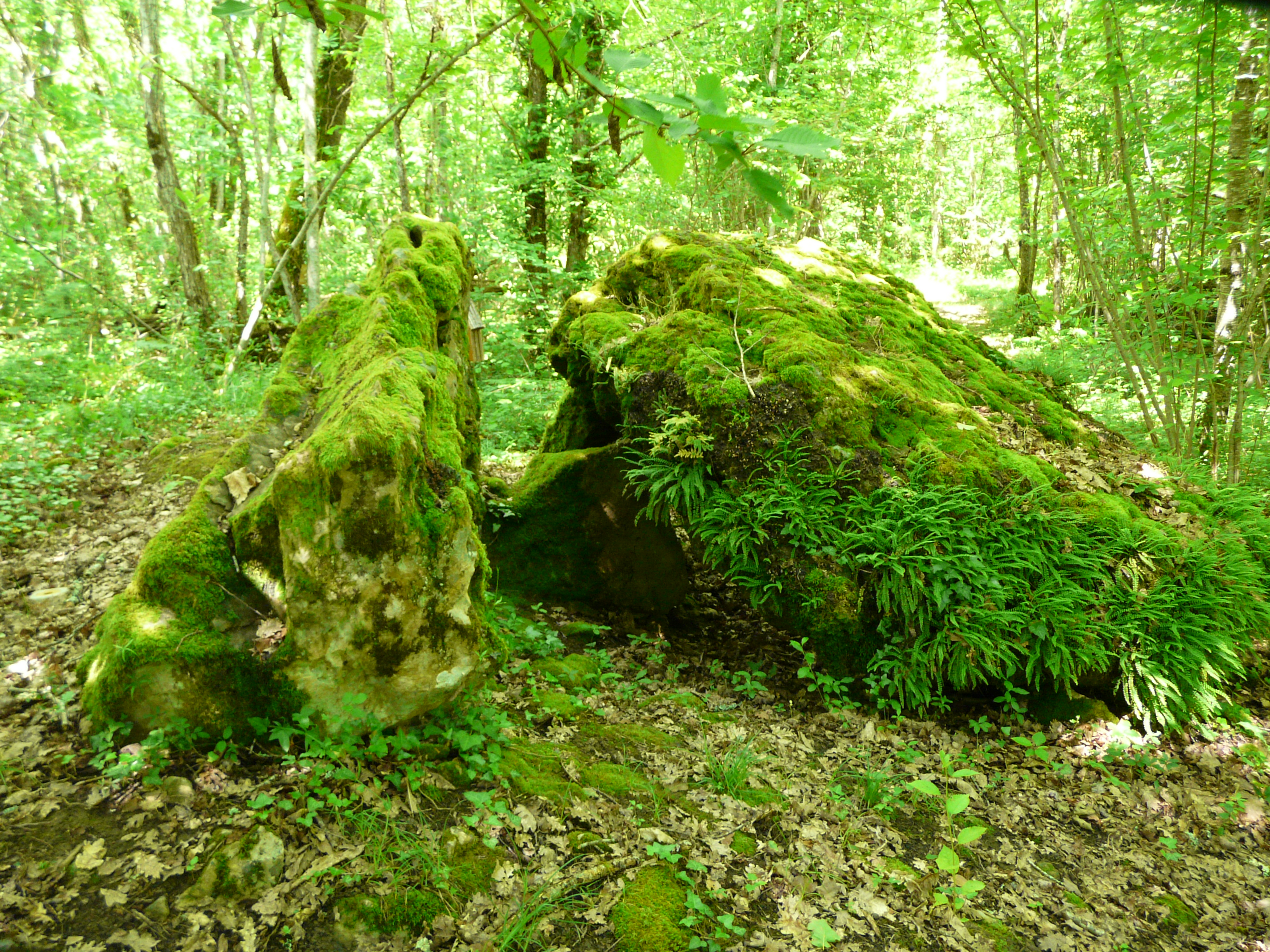
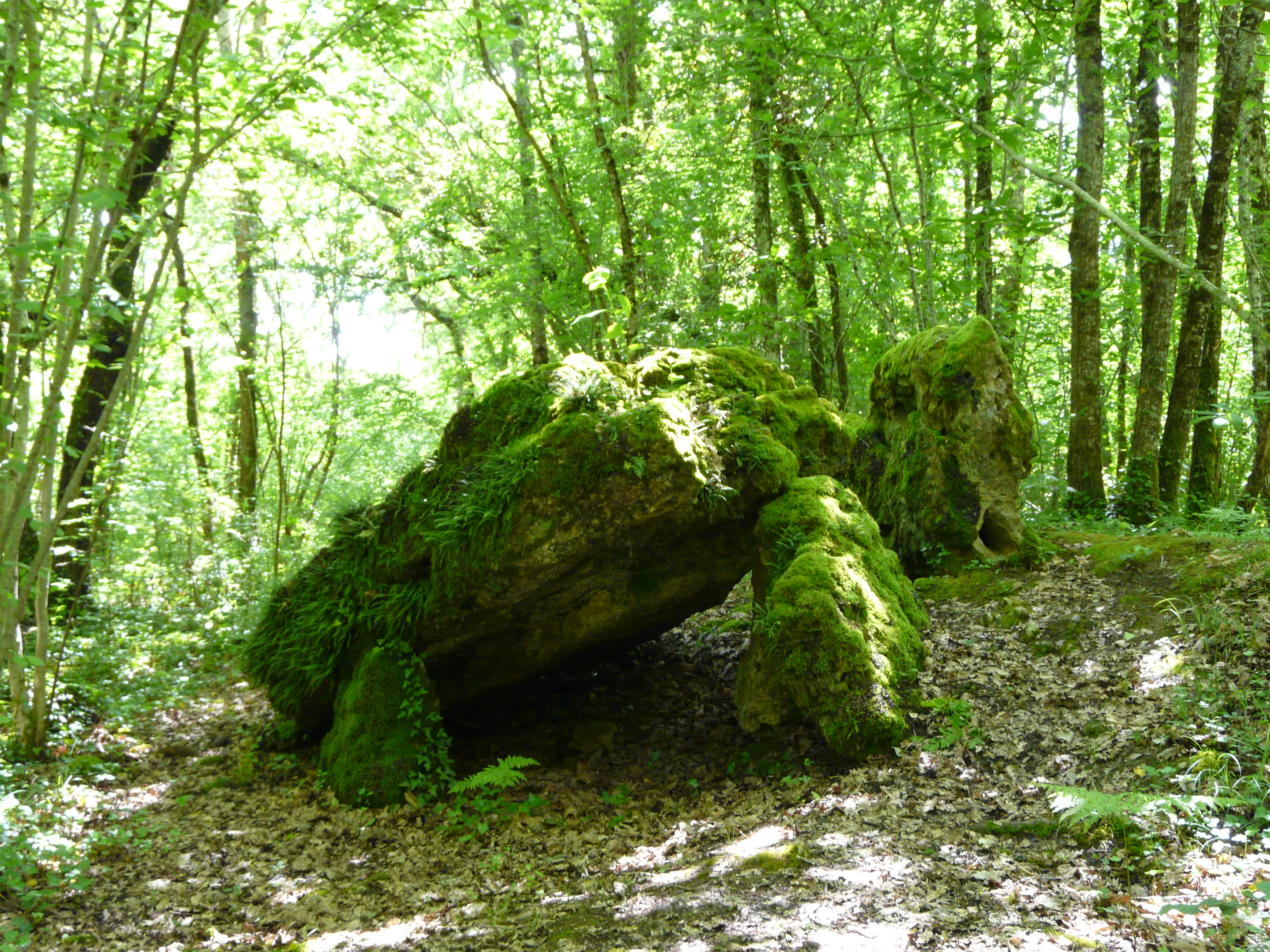